# 당수
당수는 한국의 음식이다.
쌀, 좁쌀, 보리, 녹두 등의 곡물을 물에 불려서 간 가루 또는 마른 메밀가루에 술을 조금 넣고, 물을 부어 미음처럼 쑤어 만든다.

## 같이 보기
- 미음
- 범벅
- 응이
- 죽